# 屈尔蒙
屈尔蒙（法語：Culmont，法語發音：[kylmɔ̃]）是法国上马恩省的一个市镇，位于该省东南部，属于朗格勒区。

## 地理
屈尔蒙（47°49'16"N, 5°26'25"E）面积8.29 平方千米，位于法国大東部大區上马恩省，该省份为法国东北部内陆省份，北起马恩省和默兹省，西接奥布省，西南接科多尔省，东南接上索恩省，东临孚日省。
与屈尔蒙接壤的市镇（或旧市镇、城区）包括：上阿芒斯、马恩河畔圣瓦利耶、托尔瑟奈、沙兰德雷、沙特奈沃丹。

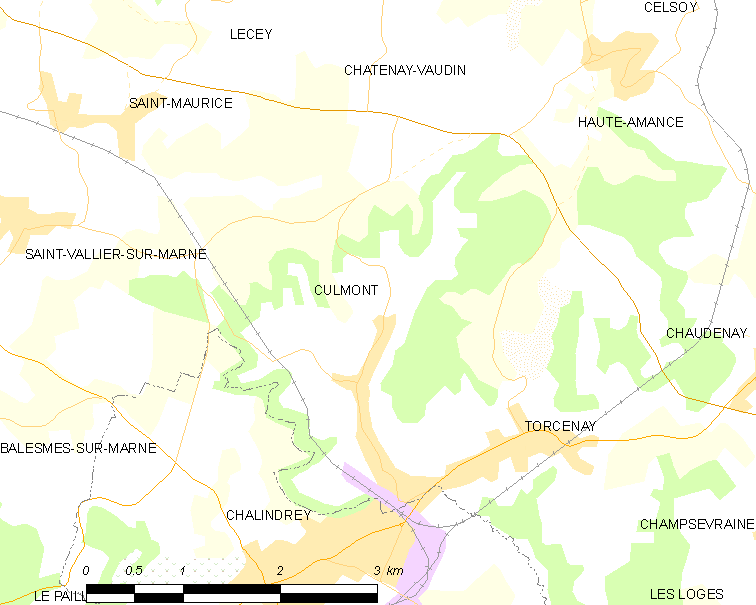
屈尔蒙的OSM定位图

屈尔蒙的时区为UTC+01:00、UTC+02:00（夏令时）。

## 行政
屈尔蒙的邮政编码为52600，INSEE市镇编码为52155。

## 政治
屈尔蒙所属的省级选区为沙兰德雷县。

## 人口

1962-2008年间屈尔蒙人口变化图示

屈尔蒙于2022年1月1日时的人口数量为527人。